# Diacyclops yeatmani
Diacyclops yeatmani är en kräftdjursart som beskrevs av J. W. Reid 1988. Diacyclops yeatmani ingår i släktet Diacyclops och familjen Cyclopidae. Inga underarter finns listade i Catalogue of Life.